# Giuseppe De Marzi
Giuseppe (Bepi) De Marzi, född 28 maj 1935 i Arzignano, Italien, är en italiensk tonsättare, organist och kördirigent.
Marzi har skrivit text och musik till ett hundratal verk för kör. Hans mest kända verk "Signore delle cime" har översatts till en mängd språk och sjungs över hela världen. Den skrevs 1958 till minnet av en god vän som försvann vid en vandring i bergen.